# گورستان بزرگ کوئوپیو
گورستان بزرگ کوئوپیو (انگلیسی: Great Cemetery of Kuopio، فنلاندی: Kuopion Iso hautausmaa) یک گورستان بزرگ است که در بخش پویجو در کوئوپیو، فنلاند واقع شده است. این گورستان در سال ۱۸۶۷ تأسیس شد و در قرن بیستم چندین بار گسترش یافته است. این گورستان در منطقه کلیسای جامع کووپیو واقع شده است و همچنین به عنوان گورستان بخش شهر کووپیو شناخته می‌شود. این گورستان از جنوب با راه‌آهن کوولا–ایسالمی، از غرب با کلیساهای کوچک برکت در امتداد کاریالانکاتو و ساختمان موزه کلیسای ارتدکس فنلاند و دولت کلیسا، از شمال با  بزرگراه ۵ و از شرق با خیابان پویجونکاتو هم‌مرز است.
این گورستان دارای گورستانی از ادیان مختلف است که در اوایل قرن بیستم تأسیس شده و در آن جمعیت  ارتدکس شرقی دفن شده‌اند. این گورستان همچنین دارای محل دفن سربازان روسیه - قزاق‌ها دان - و یک کلیسای کوچک یادبود است که در سال ۱۹۱۲ برای آن ساخته شده است. شاید مشهورترین فرد دفن شده در این گورستان مینا کانت، نویسنده و فعال اجتماعی فنلاندی باشد.
طبق گزارش سازمان میراث فنلاند، گورستان بزرگ و پارک قهرمانان واقع در مرکز، در مولتیمکی، فرهنگ گورستان فنلاند را به شیوه‌ای ملی و با اهمیت نشان می‌دهند.